# Tenango, Xochicoatlán
Tenango är en ort i Mexiko.   Den ligger i kommunen Xochicoatlán och delstaten Hidalgo, i den sydöstra delen av landet, 170 km norr om huvudstaden Mexico City. Tenango ligger 1 189 meter över havet och antalet invånare är 212.
Terrängen runt Tenango är huvudsakligen lite bergig. Tenango ligger uppe på en höjd. Runt Tenango är det ganska glesbefolkat, med 42 invånare per kvadratkilometer. Närmaste större samhälle är Lototla, 18,9 km väster om Tenango. I omgivningarna runt Tenango växer i huvudsak städsegrön lövskog.